# Sport-Club Freiburg 2012-2013 (femminile)
Questa voce raccoglie le informazioni riguardanti la squadra femminile dello Sport-Club Freiburg nelle competizioni ufficiali della stagione 2012-2013.

## Divise e sponsor
La grafica era la stessa adottata dal Friburgo maschile; la divisa casalinga era composta da una maglietta rossa, pantaloncini neri e calzettoni rossi, quella da trasferta era invece completamente bianca con inserti neri. Il main sponsor era il birrificio Rothaus, differentemente da Ehrmann adottato dalla squadra maschile, mentre lo sponsor tecnico, fornitore delle tenute di gioco, era Nike.
| Casa | Trasferta |

## Organigramma societario
Come da sito ufficiale
Area tecnica
- Allenatore: Milorad Pilipović
- Allenatori in seconda: Bernd Lupfer
- Preparatori dei portieri:
- Preparatore atletico:
- Fisioterapisti: Johannes Blume, Matthias Reepen

## Rosa
Rosa, ruoli e numeri di maglia come da sito ufficiale, aggiornati al 18 novembre 2012, integrati dal sito Federcalcio tedesca (DFB).
| N. |                        | Ruolo | Calciatrice        |
| -- | ---------------------- | ----- | ------------------ |
| 1  | Germania (bandiera)    | P     | Laura Benkarth     |
| 2  | Stati Uniti (bandiera) | D     | Katherine Reynolds |
| 3  | Stati Uniti (bandiera) | D     | Jenista Clark      |
| 4  | Stati Uniti (bandiera) | D     | Chioma Igwe        |
| 5  | Germania (bandiera)    | A     | Carmen Höfflin     |
| 6  | Svizzera (bandiera)    | D     | Caroline Abbé      |
| 7  | Germania (bandiera)    | C     | Sara Däbritz       |
| 8  | Germania (bandiera)    | C     | Juliane Maier      |
| 9  | Germania (bandiera)    | C     | Melanie Leupolz    |
| 10 | Germania (bandiera)    | A     | Sylvia Arnold      |
| 11 | Germania (bandiera)    | A     | Hasret Kayikçi     |
| 12 | Germania (bandiera)    | P     | Ann-Kathrin Selz   |

| N. |                     | Ruolo | Calciatrice         |
| -- | ------------------- | ----- | ------------------- |
| 13 | Germania (bandiera) | C     | Selina Bühler       |
| 14 | Germania (bandiera) | C     | Eva-Maria Virsinger |
| 15 | Germania (bandiera) | D     | Mona Lohmann        |
| 16 | Irlanda (bandiera)  | A     | Fiona O'Sullivan    |
| 17 | Germania (bandiera) | C     | Margarita Gidion    |
| 19 | Germania (bandiera) | C     | Jobina Lahr         |
| 21 | Germania (bandiera) | D     | Claire Savin        |
| 22 | Francia (bandiera)  | A     | Marina Makanza      |
| 23 | Germania (bandiera) | P     | Teresa Straub       |
| 24 | Germania (bandiera) | C     | Anja Hegenauer      |
| 25 | Germania (bandiera) | D     | Selina Nowak        |
| 27 | Germania (bandiera) | C     | Sonja Giraud        |

## Calciomercato

### Sessione estiva
| Acquisti | Acquisti            | Acquisti            | Acquisti   |
| R.       | Nome                | da                  | Modalità   |
| -------- | ------------------- | ------------------- | ---------- |
| D        | Katherine Reynolds  | N. Carolina Courage | definitivo |
| D        | Jenista Clark       | Lokomotive Lipsia   | definitivo |
| C        | Sylvia Arnold       | Jena                | definitivo |
| C        | Jobina Lahr         | Lokomotive Lipsia   | definitivo |
| C        | Claire Savin        | Hoffenheim          | definitivo |
| C        | Eva-Maria Virsinger | Sindelfingen        | definitivo |
| A        | Fiona O'Sullivan    | Soyaux              | definitivo |

| Cessioni | Cessioni             | Cessioni      | Cessioni   |
| R.       | Nome                 | a             | Modalità   |
| -------- | -------------------- | ------------- | ---------- |
| P        | Ann-Kathrin Selz     | Friburgo II   | definitivo |
| D        | Kerstin Boschert     | Basilea       | definitivo |
| D        | Alisa Schmidt        | Friburgo II   | definitivo |
| D        | Stéphanie Wendlinger | Sand          | definitivo |
| C        | Tatjana Hummel       | Friburgo II   | definitivo |
| C        | Myriam Krüger        | Sand          | definitivo |
| C        | Isabelle Meyer       | Sand          | definitivo |
| C        | Isabella Schmid      | FSU Seminoles | definitivo |
| C        | Julia Zirnstein      | Sand          | definitivo |

## Risultati

### Frauen-Bundesliga

#### Girone di andata
| Arbitro: | Storch-Schäfer (Petersberg) |

|                             |           |                              |
| O'Sullivan 50’ J. Maier 53’ | Marcatori | 17’ Prießen 76’ (aut.) Clark |

| Potsdam 14 novembre 2012, ore 16:00 CET 2ª giornata | Turbine Potsdam | 0 – 0 referto | Friburgo | Karl-Liebknecht-Stadion (1 350 spett.)\| Arbitro: \| Wozniak (Herne) \| |
| Arbitro:                                            | Wozniak (Herne) |               |          |                                                                         |

| Arbitro: | Elsner (Duisburg) |

|                                                |           |               |
| Igwe 27’ J. Maier 47’ O'Sullivan 52’ Savin 60’ | Marcatori | 14’ Barwinsky |

| Arbitro: | Biehl (Siesbach) |

|                                        |           |                                    |
| Schneider 80’ Spengler 81’ Szarvas 85’ | Marcatori | 42’ (rig.) J. Maier 60’ O'Sullivan |

| Arbitro: | Söder (Ingolstadt) |

|                    |           |  |
| Goeßling 1’ (rig.) | Marcatori |  |

| Arbitro: | Eisenhardt (Holzgerlingen) |

|                             |           |              |
| J. Maier 27’ O'Sullivan 37’ | Marcatori | 12’ Islacker |

| Arbitro: | Heimann (Gladbeck) |

|                  |           |  |
| Crnogorčević 21’ | Marcatori |  |

| Arbitro: | Lohmeyer (Holtland) |

|                |           |  |
| O'Sullivan 19’ | Marcatori |  |

| Arbitro: | Eisenhardt (Holzgerlingen) |

|  |           |                         |
|  | Marcatori | 71’ Höfflin 82’ Leupolz |

| Arbitro: | Herrmann (Mönchengladbach) |

|                            |           |  |
| Leupolz 33’ O'Sullivan 40’ | Marcatori |  |

| Arbitro: | Appelmann (Sörgenloch) |

|                          |           |                                           |
| Hartmann 9’ Hoffmann 78’ | Marcatori | 20’ Savin 35’ Makanza 67’ (rig.) J. Maier |

#### Girone di ritorno
| Arbitro: | Elsner (Duisburg) |

|                  |           |          |
| Petzelberger 59’ | Marcatori | 47’ Abbé |

| Arbitro: | Baitinger (Friesenheim) |

|             |           |                                    |
| Höfflin 57’ | Marcatori | 39’ Hegerberg 45’ Bremer 60’ Ōgimi |

| Arbitro: | Turac (Berlino) |

|           |           |                                            |
| Granz 48’ | Marcatori | 9’ Makanza 55’ Abbé 67’ Giraud 69’ Kayikçi |

| Arbitro: | Wozniak (Herne) |

|              |           |                 |
| J. Maier 54’ | Marcatori | 77’ (aut.) Abbé |

| Arbitro: | Biehl (Siesbach) |

|                     |           |                        |
| J. Maier 28’ (rig.) | Marcatori | 64’ Müller 90’ Pohlers |

| Arbitro: | Derlin (Bad Schwartau) |

|                         |           |             |
| Islacker 41’ Cengiz 44’ | Marcatori | 73’ Kayikçi |

| Arbitro: | Appelmann (Sörgenloch) |

|                                     |           |               |
| Makanza 11’ Höfflin 27’ Leupolz 90’ | Marcatori | 50’ Bartusiak |

| Arbitro: | Stolz (Pritzwalk) |

|                                                 |           |  |
| Bade 17’ L. Maier 43’, 46’ Okoyino da Mbabi 70’ | Marcatori |  |

| Arbitro: | Elsner (Duisburg) |

|  |           |                                |
|  | Marcatori | 8’, 19’ Lotzen 75’ (aut.) Abbé |

| Arbitro: | Wozniak (Herne) |

|             |           |                         |
| Schiewe 90’ | Marcatori | 20’ Gidion 25’ J. Maier |

| Arbitro: | Heimann (Gladbeck) |

|           |           |              |
| Arnold 8’ | Marcatori | 33’ Hartmann |

### DFB-Pokal
| Arbitro: | Appelmann (Sörgenloch) |

|            |           |                                                           |
| Heisel 26’ | Marcatori | 13’, 44’ J. Maier 20’ (aut.) Walter 51’ Höfflin 86’ Savin |

| Arbitro: | Kurtes (Düsseldorf) |

|  |           |                |
|  | Marcatori | 24’ O'Sullivan |

| Arbitro: | Biehl (Siesbach) |

|                                                                  |           |                            |
| Höfflin 7’, 16’ Reynolds 50’ Arnold 69’ Giraud 84’ Hegenauer 89’ | Marcatori | 55’ Burkhardt 87’ Hackmann |

| Arbitro: | Söder (Ingolstadt) |

|  |           |                                                  |
|  | Marcatori | 20’ Popp 53’ Wensing 59’, 67’ Müller 72’ Pohlers |

## Statistiche

### Statistiche di squadra
| Competizione         | Punti | In casa | In casa | In casa | In casa | In casa | In casa | In trasferta | In trasferta | In trasferta | In trasferta | In trasferta | In trasferta | Totale | Totale | Totale | Totale | Totale | Totale | DR |
| Competizione         | Punti | G       | V       | N       | P       | Gf      | Gs      | G            | V            | N            | P            | Gf           | Gs           | G      | V      | N      | P      | Gf     | Gs     | DR |
| -------------------- | ----- | ------- | ------- | ------- | ------- | ------- | ------- | ------------ | ------------ | ------------ | ------------ | ------------ | ------------ | ------ | ------ | ------ | ------ | ------ | ------ | -- |
| Frauen-Bundesliga    | 32    | 11      | 5       | 3       | 3       | 18      | 15      | 11           | 4            | 2            | 5            | 15           | 16           | 22     | 9      | 5      | 8      | 33     | 31     | +2 |
| DFB-Pokal der Frauen | -     | 2       | 1       | 0       | 1       | 6       | 7       | 2            | 2            | 0            | 0            | 6            | 1            | 4      | 3      | 0      | 1      | 12     | 8      | +4 |
| Totale               | -     | 13      | 6       | 3       | 4       | 24      | 22      | 13           | 6            | 2            | 5            | 21           | 17           | 26     | 12     | 5      | 9      | 45     | 39     | +6 |

### Andamento in campionato
| Giornata  | 1 | 2  | 3 | 4 | 5 | 6 | 7 | 8 | 9 | 10 | 11 | 12 | 13 | 14 | 15 | 16 | 17 | 18 | 19 | 20 | 21 | 22 |
| --------- | - | -- | - | - | - | - | - | - | - | -- | -- | -- | -- | -- | -- | -- | -- | -- | -- | -- | -- | -- |
| Luogo     | C | T  | C | T | T | C | T | C | T | C  | T  | T  | C  | T  | C  | C  | T  | C  | T  | C  | T  | C  |
| Risultato | N | N  | V | P | P | V | P | V | V | V  | V  | N  | P  | V  | N  | P  | P  | V  | P  | P  | V  | N  |
| Posizione | 7 | 10 | 6 | 8 | 9 | 6 | 7 | 6 | 5 | 4  | 4  | 5  | 5  | 5  | 5  | 5  | 5  | 5  | 5  | 6  | 5  | 5  |

Legenda:

Luogo: C = Casa; T = Trasferta. Risultato: V = Vittoria; N = Pareggio; P = Sconfitta.

### Statistiche delle giocatrici
| Giocatore      | Frauen-Bundesliga | Frauen-Bundesliga | Frauen-Bundesliga | Frauen-Bundesliga | DFB-Pokal der Frauen | DFB-Pokal der Frauen | DFB-Pokal der Frauen | DFB-Pokal der Frauen | Totale   | Totale | Totale      | Totale     |
| Giocatore      | Presenze          | Reti              | Ammonizioni       | Espulsioni        | Presenze             | Reti                 | Ammonizioni          | Espulsioni           | Presenze | Reti   | Ammonizioni | Espulsioni |
| -------------- | ----------------- | ----------------- | ----------------- | ----------------- | -------------------- | -------------------- | -------------------- | -------------------- | -------- | ------ | ----------- | ---------- |
| C. Abbé        | 22                | 2                 | 2                 | 0                 | 4                    | 0                    | 0                    | 0                    | 26       | 2      | 2           | 0          |
| S. Arnold      | 20                | 1                 | 1                 | 0                 | 4                    | 1                    | 0                    | 0                    | 24       | 2      | 1           | 0          |
| L. Benkarth    | 22                | -31               | 1                 | 0                 | 4                    | -8                   | 0                    | 0                    | 26       | -39    | 1           | 0          |
| S. Bühler      | 0                 | 0                 | 0                 | 0                 | -                    | -                    | -                    | -                    | 0        | 0      | 0           | 0          |
| J. Clark       | 21                | 0                 | 1                 | 0                 | 4                    | 0                    | 0                    | 0                    | 25       | 0      | 1           | 0          |
| S. Däbritz     | 17                | 0                 | 1                 | 0                 | 3                    | 0                    | 0                    | 0                    | 20       | 0      | 1           | 0          |
| M. Gidion      | 7                 | 1                 | 0                 | 0                 | 1                    | 0                    | 0                    | 0                    | 8        | 1      | 0           | 0          |
| S. Giraud      | 6                 | 1                 | 0                 | 0                 | 3                    | 1                    | 0                    | 0                    | 9        | 2      | 0           | 0          |
| A. Hegenauer   | 16                | 0                 | 1                 | 0                 | 2                    | 1                    | 0                    | 0                    | 18       | 1      | 1           | 0          |
| C. Höfflin     | 22                | 3                 | 3                 | 0                 | 4                    | 3                    | 0                    | 0                    | 26       | 6      | 3           | 0          |
| C. Igwe        | 18                | 1                 | 0                 | 0                 | 4                    | 0                    | 0                    | 0                    | 22       | 1      | 0           | 0          |
| H. Kayikçi     | 3                 | 2                 | 0                 | 0                 | 1                    | 0                    | 0                    | 0                    | 4        | 2      | 0           | 0          |
| J. Lahr        | 8                 | 0                 | 1                 | 0                 | 1                    | 0                    | 0                    | 0                    | 9        | 0      | 1           | 0          |
| M. Leupolz     | 21                | 3                 | 1                 | 0                 | 3                    | 0                    | 0                    | 0                    | 24       | 3      | 1           | 0          |
| M. Lohmann     | 12                | 0                 | 0                 | 0                 | 0                    | 0                    | 0                    | 0                    | 12       | 0      | 0           | 0          |
| J. Maier       | 22                | 8                 | 4                 | 0                 | 4                    | 2                    | 0                    | 0                    | 26       | 10     | 4           | 0          |
| M. Makanza     | 15                | 3                 | 0                 | 0                 | 4                    | 0                    | 0                    | 0                    | 19       | 3      | 0           | 0          |
| S. Nowak       | 1                 | 0                 | 0                 | 0                 | 0                    | 0                    | 0                    | 0                    | 1        | 0      | 0           | 0          |
| F. O'Sullivan  | 13                | 6                 | 1                 | 0                 | 2                    | 1                    | 0                    | 0                    | 15       | 7      | 1           | 0          |
| K. Reynolds    | 16                | 0                 | 0                 | 0                 | 4                    | 1                    | 1                    | 0                    | 20       | 1      | 1           | 0          |
| C. Savin       | 19                | 2                 | 0                 | 0                 | 4                    | 1                    | 1                    | 0                    | 23       | 3      | 1           | 0          |
| A-K. Selz      | 0                 | 0                 | 0                 | 0                 | 0                    | 0                    | 0                    | 0                    | 0        | 0      | 0           | 0          |
| T. Straub      | 1                 | 0                 | 0                 | 0                 | 0                    | 0                    | 0                    | 0                    | 1        | 0      | 0           | 0          |
| E-M. Virsinger | 0                 | 0                 | 0                 | 0                 | -                    | -                    | -                    | -                    | 0        | 0      | 0           | 0          |